# Ulrich Biesinger
Ulrich Biesinger (Augsburgo, 6 de agosto de 1933 — Augsburgo, 18 de junho de 2011) foi um futebolista alemão-ocidental.  
Jogou na posição de atacante e defendeu em sua carreira as equipes do BC Augsburg, SSV Reutlingen 05 e Schwaben Augsburg.
Pela Seleção da Alemanha Ocidental, integrou o elenco campeão de seu país na Copa do Mundo de 1954, mas não disputou nenhuma partida no evento.